# Rapala olivia
Rapala olivia är en fjärilsart som beskrevs av Druce 1895. Rapala olivia ingår i släktet Rapala och familjen juvelvingar. Inga underarter finns listade.